# Tricyphona auripennis
Tricyphona auripennis är en tvåvingeart. Tricyphona auripennis ingår i släktet Tricyphona och familjen hårögonharkrankar.

## Underarter
Arten delas in i följande underarter:
- T. a. attenuata
- T. a. auripennis
- T. a. breviclava
- T. a. nephophila